# Police nationale

Logo Police nationale

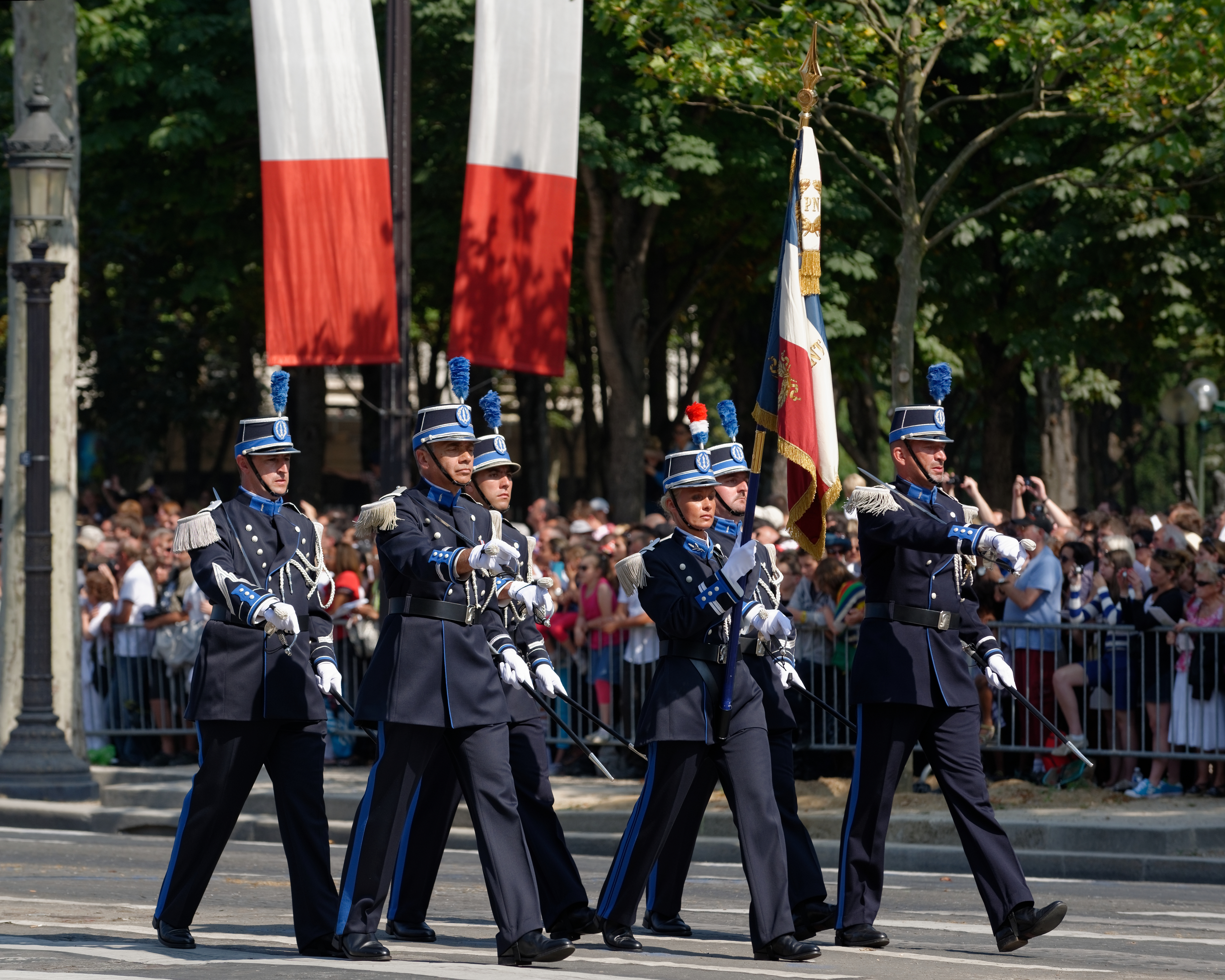
Stráž zástavy generálního direktorátu policie

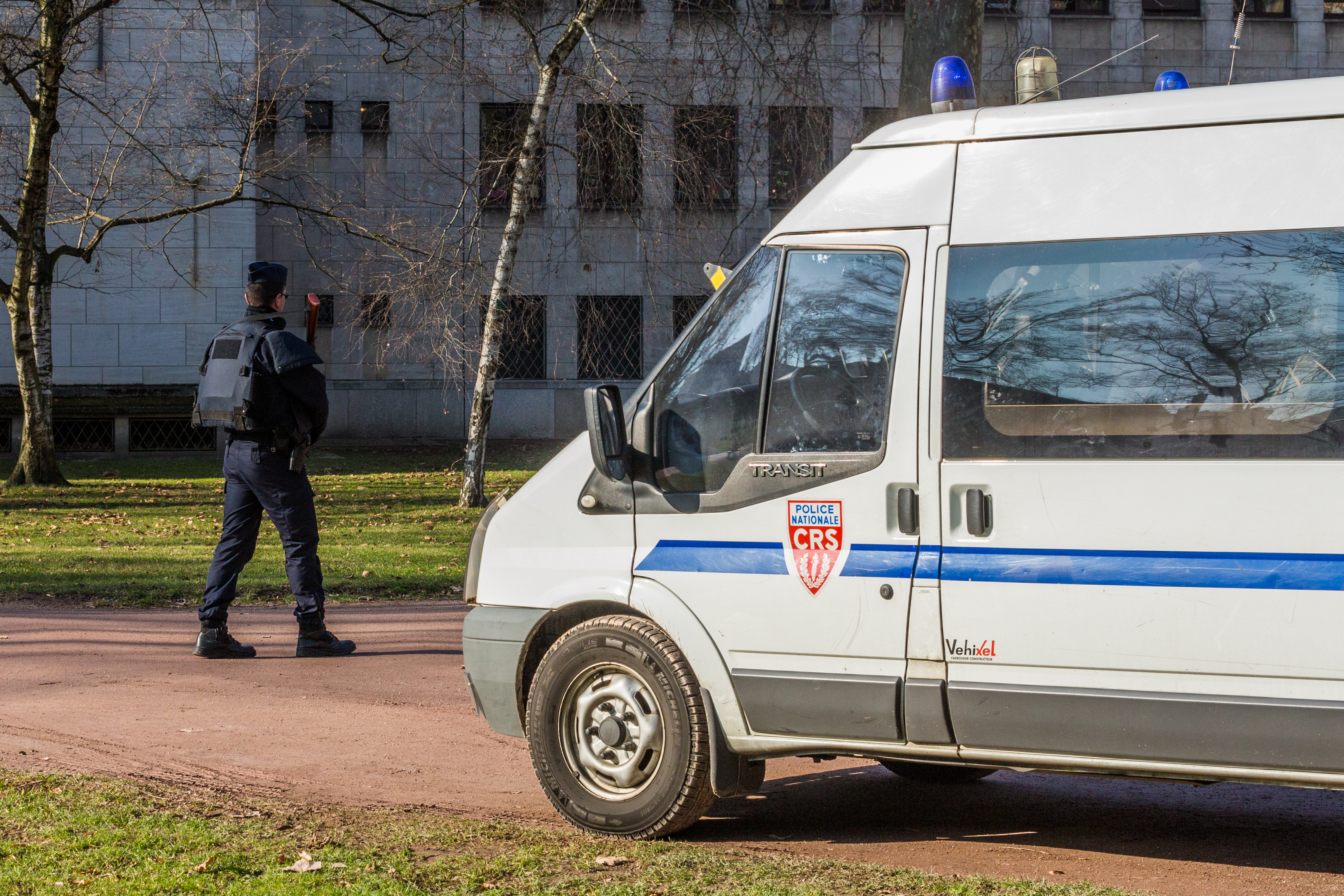
Hlídka se služebním Fordem Transit

Police nationale (Národní policie), dříve známá jako Sûreté nationale, je jednou ze dvou národních policejních sil Francie, spolu s národním četnictvem.
Národní policie je hlavním civilním policejním orgánem v zemi, s primární jurisdikcí ve městech a velkých městech. Naproti tomu Národní četnictvo má primární jurisdikci v menších městech, stejně jako ve venkovských a příhraničních oblastech. Národní policie spadá do působnosti ministerstva vnitra a má cca 145 200 zaměstnanců (stav k roku 2015). Mladí francouzští občané mohou plnit svou povinnou brannou službu v policejním sboru.

## Historie
Sesterská Gendarmerie je nástupkyní Maréchaussée, což byl nejstarší policejní sbor ve Francii, jehož historie sahá až do středověku. Policie jako taková však byla založena až v roce 1941 hlavou vichistického státu maršálem Pétainem, který reformoval přímou předchůdkyni policie, nazývanou Sûreté nationale.

## Charakteristika
Národní policie je rozdělena do tří sborů, v terminologii francouzské státní služby, ve vzestupném pořadí podle seniority:
Corps d'encadrement et d'application odpovídá přibližně mužstvu a poddůstojníkům v ozbrojených silách nebo konstáblům a seržantům v civilní policii britského typu.
Corps de commandement odpovídá přibližně nižším hodnostním hodnostem ozbrojených sil nebo stupňům inspektor a vrchní inspektor v britské civilní policii. Tyto hodnosti byly dříve známé jako inspecteurs pokud detektivové nebo officiers de la paix byli uniformovaní, ačkoli důstojníci CRS vždy používali aktuální hodnosti.
Corps de conception et de direction odpovídá přibližně vyšším hodnostem ozbrojených sil nebo třídám superintendent a vrchních důstojníků v britské civilní policii.

## Rozpočet
Rozpočet Police nationale na rok 2020 činil přibližně 12,64 miliardy eur.